# Водность облаков

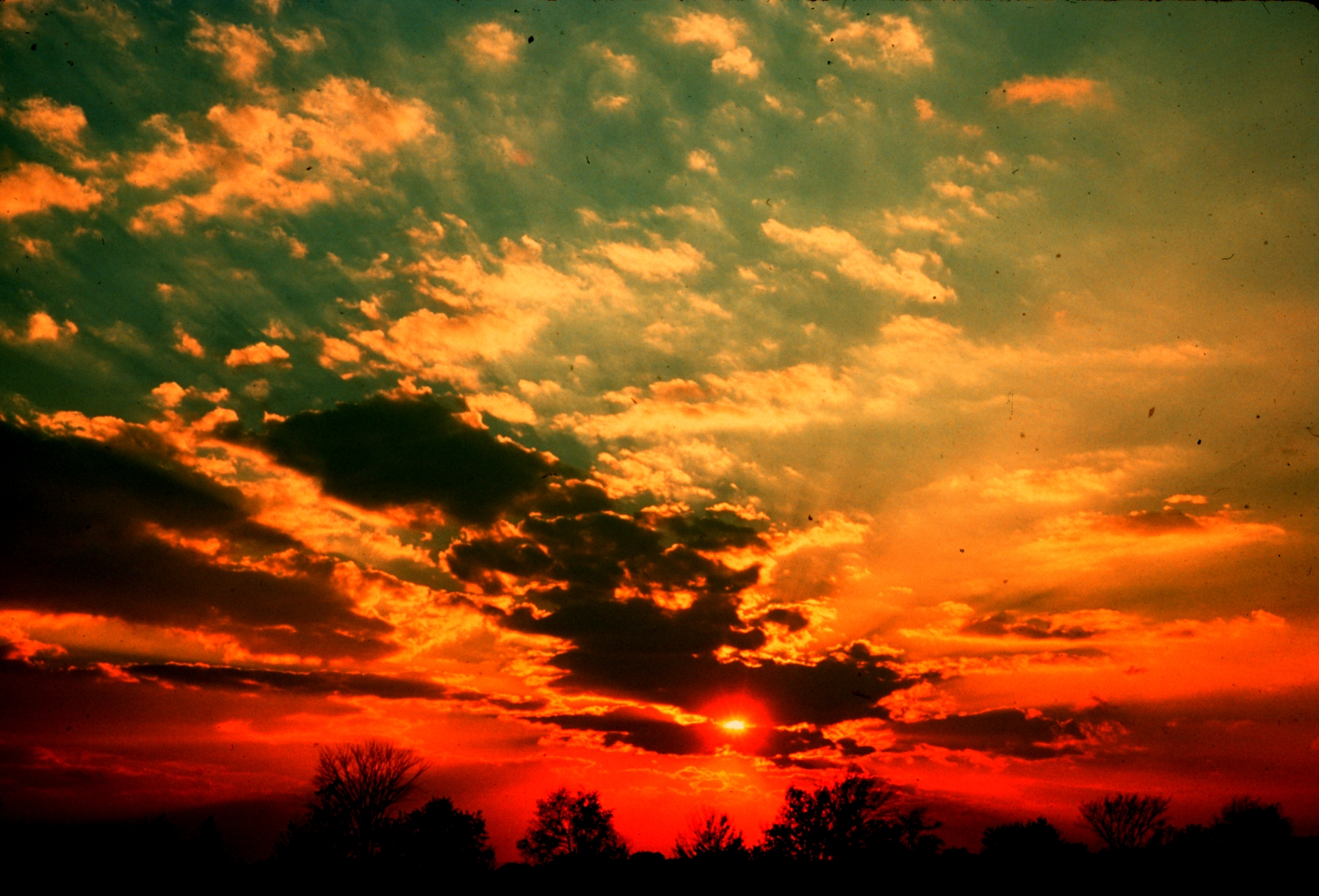
Высококучевые облака на фоне заката

Водность облаков — масса твёрдо- и жидкофазной влаги, которая содержится в единичном объёме облачной среды. Различают абсолютную водность, которая приходится на единичный объём облака (г/м3) и удельную водность, которая соответствует единичной массе воздуха (г/кг). Как правило, водность облачной среды зависит от многих параметров и не является константой даже внутри одного и того же облака.
Формальное определение этого понятия эквивалентно термину «весовая концентрация» принятому в коллоидной химии, однако традиционная единица измерения водности на шесть порядков отличается от единицы измерения весовой концентрации.
Как правило, для оценки водности облачной среды используются датчики с нагретой проволокой (датчики Невзорова).

## История
Практическое значение этого параметра долгое время оставалось неопределённым, а методика его измерения отсутствовала. Впервые экспериментальная оценка водности атмосферы были произведена в 1851 году немецким натуралистом А. Шлагинтвейтом в горной местности в условиях плотного тумана. Эти измерения в течение долгого времени считались единственными, пока на рубеже веков не появились новые данные: в 1899 году немецкий исследователь В. Конрад провёл небольшое количество измерений водности облаков в Альпах. После Второй мировой войны информация о водности стала вызывать прикладной интерес в связи с задачами обледения авиатехники, изучением распространения УКВ радиоволн в облачной среде, появления методов воздействия на облака и т. п.
В Советском Союзе экспериментальное изучение водности облаков проводилось в основном коллективами Центральной аэрологической обсерватории и Главной геофизической обсерватории. Экспериментальные данные по водности кучевых облаков были впервые получены в 1946—1948 годах советским учёным В. А. Зайцевым с помощью специально созданного авиационного оснащения, которое включало в себя самолётный измеритель водности (СИВ).

## Определение
Полная водность смешанного облака складывается из двух основных составляющих. Первое слагаемое — водность жидкой фазы, которая представляет собой содержание жидкой влаги в единице объёма воздуха. Вторая составляющая — водность твёрдой фазы, то есть полная масса кристаллического льда в единичном объёме. Этот параметр нередко называют лёдностью.

### Жидкокапельная водность
Строгое определение водности жидкой фазы {\displaystyle M} можно выразить в математическом виде как интеграл по единичному объёму облачной среды {\displaystyle V}:
где:
{\displaystyle n(r)} — распределение частиц по размерам {\displaystyle r},
{\displaystyle \rho _{L}} — плотность воды,
{\displaystyle r_{i}} — радиус {\displaystyle i}-й капли,
{\displaystyle N} — полное количество капель.
Верхняя граница величины {\displaystyle M} примерно соответствует адиабатической водности, которая вычисляется на основе теории частицы. Адиабатическая водность зависит от давления и температуры на нижней границе облака и его высотой.

### Водность твёрдой фазы
В случае кристаллической облачности определение водности приобретает следующий вид:
где суммирование осуществляется по единичному объёму {\displaystyle V}, а {\displaystyle m_{i}} является массой {\displaystyle i}-го кристалла льда.
Очень часто полученное значение называют лёдностью облачной среды.

## Общие сведения
Зависимость водности от высоты и временная динамика определяются атмосферными процессами переноса тепловой энергии и влажности. Тем не менее известно, что водность облачной среды наиболее чувствительна к изменениям температуры воздуха и в среднем возрастает с ростом температуры. Также на неё существенное влияние оказывают скорость вертикального перемещения воздушных масс и интенсивность турбулентного обмена.
Как правило, диапазон изменения водности облачной среды варьируется от тысячных долей г/м3 при низкой отрицательной температуре до нескольких десятых долей г/м3 при положительной температуре. В случае высоких температур окружающей среды и больших значениях вертикальной скорости водность может достигать нескольких г/м3, что характерно для кучево-дождевых облаков. В водяных облаках на кубометр воздуха проиходится от 0,1 до 0,3 грамма влаги, в кучевых облаках водность несколько выше и может изменяться от 0,7 г/м3 в нижней части до 1,8 г/м3 в верху, а в отдельных случаях подходя вплотную к 5,0 г/м3.
Усреднённые значения водности для облаков разного типа в зависимости от сезона сведены в следующей таблице (г/м3):
| Сезон | Форма облаков   | Форма облаков | Форма облаков    | Форма облаков | Форма облаков  |
| ----- | --------------- | ------------- | ---------------- | ------------- | -------------- |
| Сезон | Слоисто-кучевые | Слоистые      | Слоисто-дождевые | Высококучевые | Высокослоистые |
| Зима  | 0,21            | 0,30          | 0,23             | 0,16          | 0,21           |
| Весна | 0,22            | 0,28          | 0,33             | 0,19          | 0,20           |
| Лето  | 0,26            | 0,35          | 0,32             | 0,24          | 0,42           |
| Осень | 0,28            | 0,36          | 0,38             | 0,24          | 0,34           |

Водность определяет ослабление электромагнитного излучения (радиоволн и света), а также — видимость в облачной среде. Однозначного соотношения между видимостью и водностью не существует, однако приближенную эмпирическую закономерность можно представить следующим образом:
| Водность, г/м3 | 2,3 | 0,85 | 0,48 | 0,23 | 0,13 | 0,085 |
| Видимость, м   | 30  | 60   | 90   | 150  | 225  | 300   |